# Liste des nouvelles de Jack Vance
Cette page recense la liste des nouvelles de Jack Vance, classées par ordre chronologique de parution aux États-Unis. 
Elle a pour but d'alléger la page principale de l'auteur.

## Le Penseur de mondes
- Titre original : The World-Thinker.
- Première publication aux États-Unis : 1945
- Première publication en France :
- Autres publications en France : Jack Vance - Nouvelles, tome 1, éd. J'ai lu, février 2021  (ISBN 978-2-290-22084-9).
- Remarque :
- Résumé :
- Liens externes : 
  - Sur iSFdb

## La Planète de poussière
- Titre original : Planet of Black Dust.
- Première publication aux États-Unis : 1947
- Première publication en France :
- Autres publications en France : Jack Vance - Nouvelles, tome 1, éd. J'ai lu, février 2021  (ISBN 978-2-290-22084-9).
- Remarque :
- Résumé :
- Liens externes : 
  - Sur iSFdb

## La Phalid
- Titre original : Phalid's Fate.
- Première publication aux États-Unis : 1946
- Première publication en France :
- Autres publications en France : Jack Vance - Nouvelles, tome 1, éd. J'ai lu, février 2021  (ISBN 978-2-290-22084-9).
- Remarque :
- Résumé :
- Liens externes : 
  - Sur iSFdb

## Le Château de vos rêves
- Titre original : I'll Build Your Dream Castle.
- Première publication aux États-Unis : 1947
- Première publication en France :
- Autres publications en France : Jack Vance - Nouvelles, tome 1, éd. J'ai lu, février 2021  (ISBN 978-2-290-22084-9).
- Remarque :
- Résumé :
- Liens externes : 
  - Sur iSFdb

## Des sardines douteuses
- Titre original : The Sub-Standard Sardines.
- Première publication aux États-Unis : 1949
- Première publication en France :
- Remarque :
- Résumé :
- Liens externes : 
  - Sur iSFdb

## Les Potiers de Firsk
- Titre original : The Potters of Firsk.
- Première publication aux États-Unis : 1950
- Première publication en France :
- Autres publications en France : Jack Vance - Nouvelles, tome 1, éd. J'ai lu, février 2021  (ISBN 978-2-290-22084-9).
- Remarque :
- Résumé :
- Liens externes :

## Château en Hispanie
- Titre original : New Bodies for Old.
- Première publication aux États-Unis : 1950
- Première publication en France :
- Autres publications en France : Jack Vance - Nouvelles, tome 1, éd. J'ai lu, février 2021  (ISBN 978-2-290-22084-9).
- Remarque :
- Résumé :
- Liens externes :

## Droit devant
- Titre original : Dead Ahead (parue également sous le titre Ultimate Quest).
- Première publication aux États-Unis : 1950
- Première publication en France : Jack Vance - Nouvelles, tome 1, éd. J'ai lu, février 2021  (ISBN 978-2-290-22084-9).
- Remarque :
- Résumé :
- Liens externes :

## Maître de la Galaxie
- Titre original : Brain of the Galaxy.
- Première publication aux États-Unis : 1951
- Première publication en France :
- Autres publications en France : Jack Vance - Nouvelles, tome 1, éd. J'ai lu, février 2021  (ISBN 978-2-290-22084-9).
- Remarque :
- Résumé :
- Liens externes :

## Les Seigneurs de Maxus
- Titre original : Crusade to Maxus.
- Première publication aux États-Unis : 1951
- Première publication en France :
- Autres publications en France : Jack Vance - Nouvelles, tome 1, éd. J'ai lu, février 2021  (ISBN 978-2-290-22084-9).
- Remarque :
- Résumé :
- Liens externes :

## Les Dix Livres
- Titre original : The Ten Books.
- Première publication aux États-Unis : 1951
- Première publication en France :
- Autres publications en France : Jack Vance - Nouvelles, tome 1, éd. J'ai lu, février 2021  (ISBN 978-2-290-22084-9).
- Remarque :
- Résumé :
- Liens externes :

## Une fille en or
- Titre original : Golden Girl.
- Première publication aux États-Unis : 1951
- Première publication en France :
- Autres publications en France : Jack Vance - Nouvelles, tome 1, éd. J'ai lu, février 2021  (ISBN 978-2-290-22084-9).
- Remarque :
- Résumé :
- Liens externes :

## Fils de l'Arbre
- Titre original : Son of the Tree.
- Première publication aux États-Unis : 1951
- Première publication en France :
- Autres publications en France : Jack Vance - Nouvelles, tome 1, éd. J'ai lu, février 2021  (ISBN 978-2-290-22084-9).
- Remarque :
- Résumé :
- Liens externes :

## Le Temple de Han
- Titre original : The Temple of Han.
- Première publication aux États-Unis : 1951
- Première publication en France :
- Autres publications en France : Jack Vance - Nouvelles, tome 1, éd. J'ai lu, février 2021  (ISBN 978-2-290-22084-9).
- Remarque :
- Résumé :
- Liens externes :

## Mascarade sur Dicantrope
- Titre original : Masquerade on Dicantropus.
- Première publication aux États-Unis : 1951
- Première publication en France :
- Autres publications en France : Jack Vance - Nouvelles, tome 1, éd. J'ai lu, février 2021  (ISBN 978-2-290-22084-9).
- Remarque :
- Résumé :
- Liens externes :

## Le Robot désinhibé
- Titre original : The Planet Machine, ou Phlagian Siphon, ou The Uninhibited Robot.
- Première publication aux États-Unis : 1951
- Première publication en France :
- Autres publications en France : Jack Vance - Nouvelles, tome 1, éd. J'ai lu, février 2021  (ISBN 978-2-290-22084-9).
- Remarque :
- Résumé :
- Liens externes :

## La Gaffe monumentale de Dover Spargill
- Titre original : Dover Spargill's Ghastly Floater.
- Première publication aux États-Unis : 1951
- Première publication en France :
- Autres publications en France : Jack Vance - Nouvelles, tome 1, éd. J'ai lu, février 2021  (ISBN 978-2-290-22084-9).
- Remarque :
- Résumé :
- Liens externes :

## Qui perd gagne
- Titre original : Winner Lose All.
- Première publication aux États-Unis : 1951.
- Première publication en France : Qui perd gagne ou Une conquête abandonnée.
- Autres publications en France : Jack Vance - Nouvelles, tome 1, éd. J'ai lu, février 2021  (ISBN 978-2-290-22084-9).
- Remarque :
- Résumé :
- Liens externes :

## Le Bruit
- Titre original : Noise.
- Première publication aux États-Unis : 1952.
- Première publication en France :
- Remarque :
- Résumé :
- Liens externes :

## La Station Abercrombie
- Titre original : Abercrombie Station.
- Première publication aux États-Unis : 1952.
- Première publication en France :
- Remarque :
- Résumé :
- Liens externes :

## Cholwell et ses poules
- Titre original : Cholwell's Chicken.
- Première publication aux États-Unis : 1952.
- Première publication en France :
- Remarque :
- Résumé :
- Liens externes :

## Telek
- Titre original : Telek.
- Première publication aux États-Unis : 1952
- Première publication en France :
- Remarque :
- Résumé :
- Liens externes :

## Sabotage sur la planète de soufre
- Titre original : Sabotage on the Sulfur Planet.
- Première publication aux États-Unis : 1952.
- Première publication en France : Le Bélial', 2019.
- Remarque :
- Résumé :
- Liens externes :

## Sept façons de quitter Bocz
- Titre original : Seven Exits from Bocz.
- Première publication aux États-Unis : 1952
- Première publication en France : Le Bélial', 2019.
- Remarque :
- Résumé :
- Liens externes :

## Personnes déplacées
- Titre original : DP!.
- Première publication aux États-Unis : 1953.
- Première publication en France :
- Remarque :
- Résumé :
- Liens externes :

## La Mytr
- Titre original : The Mitr.
- Première publication aux États-Unis : 1953
- Première publication en France :
- Remarque :
- Résumé :
- Liens externes :

## Rassemblement
- Titre original : Shape-Up.
- Première publication aux États-Unis : 1953
- Première publication en France :
- Remarque :
- Résumé :
- Liens externes :

## La Guerre des écologies
- Titre original : Ecological Onslaught.
- Première publication aux États-Unis : 1953
- Première publication en France :
- Remarque :
- Résumé :
- Liens externes :

## Quatre cents merles
- Titre original : Four Hundred Blackbirds.
- Première publication aux États-Unis : 1953.
- Première publication en France :
- Remarque :
- Résumé :
- Liens externes :

## Sjambak
- Titre original : Sjambak.
- Première publication aux États-Unis : 1953
- Première publication en France :
- Remarque :
- Résumé :
- Liens externes :

## Joe Trois-Pattes
- Titre original : Three-Legged Joe.
- Première publication aux États-Unis : 1953
- Première publication en France :
- Remarque :
- Résumé :
- Liens externes :

## Quand se lèvent les cinq lunes
- Titre original : When the Five Moons Rise.
- Première publication aux États-Unis : 1954
- Première publication en France :
- Remarque :
- Résumé :
- Liens externes :

## La Princesse enchantée
- Titre original : The Enchanted Princess.
- Première publication aux États-Unis : 1954
- Première publication en France :
- Remarque :
- Résumé :
- Liens externes :

## Le Professeur distrait
- Titre original : The Absent-Minded Professor.
- Première publication aux États-Unis : 1954
- Première publication en France :
- Remarque : texte non SF.
- Résumé :
- Liens externes :

## First Star I See Tonight
- Titre original : First Star I See Tonight.
- Première publication aux États-Unis : 1954
- Première publication en France :
- Remarque :
- Résumé :
- Liens externes :

## Le Diable de la colline du Salut
- Titre original : The Devil on Salvation Bluff.
- Première publication aux États-Unis : Star Science Fiction Stories no 3, janvier 1955.
- Première publication en France : Histoires de planètes, Livre de poche, 1975, pages 33 à 64.
- Autres publications en France : dans « Sjambak », éd. Le Bélial', 2006  (ISBN 2-84344-076-9).
- Résumé : Les humains ont colonisé la planète La Gloire, mais deux missionnaires, sœur Mary et frère Raymond, regrettent que les autochtones (« les Flits ») restent si sales et si désordonnés. La construction d'un nouveau village, pimpant et ordonné, n'a pas donné les résultats escomptés : les indigènes ne l'ont habité que quelques semaines avant de regagner leur village aux bicoques biscornues et crottées. Mary et Raymond se disent que les Flits sont vraiment atteints de folie. Ils opèrent une nouvelle tentative : ils enlèvent le chef du village pour le faire traiter psychiatriquement. Mais l'homme s'évade de l'hôpital et détruit « La Pendule » qui faisait rythmer les vies de Mary et Raymond selon les repères temporels de la Terre. Les deux missionnaires, privés de ce référentiel temporel, perdent pied et deviennent « fous » à la manière des habitants de la planète, moyennant quoi ils accèdent à un état de simplicité, de sérénité et de bonheur qu’ils n'avaient jamais imaginé atteindre.
- Liens externes :
  - Fiche sur isfdb
  - Fiche sur Noosfère

## Le Don du bagout
- Titre original : The Gift of Gab.
- Première publication aux États-Unis : 1955
- Première publication en France :
- Remarque :
- Résumé :
- Liens externes :

## Miss Univers
- Titre original : Meet Miss Universe.
- Première publication aux États-Unis : 1955
- Première publication en France :
- Remarque :
- Résumé :
- Liens externes :

## Point de chute
- Titre original : Where Hesperus Falls.
- Première publication aux États-Unis : 1956
- Première publication en France :
- Remarque :
- Résumé :
- Liens externes :

## Le Laitier fantôme
- Titre original : The Phantom Milkman.
- Première publication aux États-Unis : 1956
- Première publication en France : Le Bélial', 2019.
- Remarque :
- Résumé :
- Liens externes :

## Le Retour des hommes
- Titre original : The Men Return.
- Première publication aux États-Unis : 1957
- Première publication en France :
- Remarque :
- Résumé :
- Liens externes :

## Maîtres de maison
- Titre original : The House Lords
- Première publication aux États-Unis : 1957
- Première publication en France :
- Remarque :
- Résumé :
- Liens externes :

## Guide pratique
- Titre original : A Practical Man's Guide.
- Première publication aux États-Unis : 1957
- Première publication en France : Le Bélial', 2019.
- Remarque :
- Résumé :
- Liens externes :

## La Retraite d'Ullward
- Titre original : Ullward's Retreat
- Première publication aux États-Unis : 1958
- Première publication en France :
- Remarque :
- Résumé :
- Liens externes :

## Les Faiseurs de miracle
- Titre original : The Miracle Workers
- Première publication aux États-Unis : 1958
- Première publication en France :
- Remarque :
- Résumé :
- Liens externes :

## Parapsyché
- Titre original : Parapsyche
- Première publication aux États-Unis : 1958
- Première publication en France :
- Remarque :
- Résumé :
- Liens externes :

## Les Œuvres de Dodkin
- Titre original : Dodkin's Job
- Première publication aux États-Unis : 1959
- Première publication en France :
- Remarque :
- Résumé :
- Liens externes :

## Le Papillon de Lune
- Titre original : The Moon Moth.
- Première publication aux États-Unis : Galaxy Magazine n°112, août 1961.
- Première publication en France : Galaxie (2e série) n°22, éd. OPTA, février 1966.
- Autres publications en langue française :
  - Histoires de la fin des temps (1983), p. 165 à 221 (traduction : Michel Deutsch).
  - Le Livre d'or de la science-fiction : Jack Vance, n°5097, éd. Pocket, 1980  (ISBN 2-266-00957-5).
  - Papillon de lune, éd. Pocket, collection Le Grand Temple de la S-F, septembre 1988  (ISBN 2-266-02357-8)
- Résumé : (le récit est composé de cinq petits chapitres).
  - Edwer Thissel a été envoyé par les Planètes-Mères comme consul général sur la planète Sirène quelques mois avant le début du récit. Sur cette planète, les autochtones ont deux particularités. La première est que, pour communiquer, ils ne parlent pas mais chantent poétiquement en s'accompagnant de divers instruments de musique. En fonction de la personne à qui on s'adresse ou du ton que l'on veut donner au discours, on emploie tel ou tel instrument et on chante sur telle ou telle gamme. Pour communiquer avec les Siréniens, il faut donc savoir chanter poétiquement et savoir jouer une demi-douzaine d'instruments de musique locaux. La seconde particularité est que tous les habitants cachent leurs visages derrière des masques. Là encore, chaque masque est choisi en fonction de la position sociale de celui qui le porte, de sa notoriété, de son état d'esprit, etc. Edwer Thissel a donc appris à chanter et jouer de divers instruments de musique. Comme masque, il a choisi le masque du « Papillon de Lune » (d'où le titre de la nouvelle). Il peut compter sur l'aide bienveillante de trois autres citoyens issus des Planètes-Mères : Esteban Rolver (chef d'escale au spatioport), Cornely Welibus (agent commercial) et Mathew Kershaul (anthropologue).
  - Quand la nouvelle commence, il reçoit un message urgent du Bureau politique inter-mondes : il doit immédiatement procéder à l'arrestation d'un criminel dangereux, Haxo Angmark, qui doit débarquer le jour même sur la planète. Si l’arrestation est impossible, l'homme doit être abattu. En recevant le message, Edwer Thissel est stressé : il n'est ni militaire, ni policier, et n'a aucune idée du visage de celui qu'il doit interpeller. Or justement, le vaisseau spatial à bord duquel se trouve le criminel vient de se poser sur le spatioport. Mais lorsqu'il arrive sur les lieux, Haxo Angmark a déjà débarqué et a disparu. Edwer Thissel doit rechercher un homme qu'il ne connaît pas et qui désormais porte un masque ! Edwer Thissel est aidé par Rolver, Welibus et Kershaul, ce qui ne l'empêche pas de commettre divers impairs. Ainsi il interpelle quelqu'un qu'il croit être Haxo Angmark alors qu'il s'agit d'un honnête Siréniens. L'homme est prêt à le provoquer en duel. De même, allant enquêter auprès des fabricants de masques pour tenter de découvrir quel masque a acheté le fugitif, il a une grave altercation avec un fabricant/vendeur de masque qui réagit très mal aux questions posées (Thissel manque d'être tué par le fabricant).
  - Le lendemain, un cadavre d'un étranger est repêché. S'agit-il d'Haxo Angmark ? Thissel croit plutôt que le fugitif a assassiné Rolver, Welibus ou Kershaul et qu'il a pris la place d'un de ses alliés. Mais lequel ? La situation est d'autant plus problématique qu'il ne connaît pas les véritables voix des trois hommes (puisque les conversations se font en chantant) ni leurs visages (en raison des masques). Il met au point un plan pour tenter de découvrir si Haxo Angmark a pris la place d'un des trois hommes, et lequel.
  - Dans le dernier chapitre, le plan de Thissel pour capturer Haxo Angmark échoue et le criminel attaque sa résidence, le faisant prisonnier. Thissel lui explique comment il a déterminé de quel allié Angmark a pris la place : en récapitulant les masques habituellement portés durant les dernières semaines par Rolver, Welibus ou Kershaul, il a constaté que très récemment Welibus avait totalement changé ses habitudes. Il était facile d'en déduire que Haxo Angmark avait pris la place de Welibus. Haxo Angmark reconnaît le mérite de Thissel mais ne le laisse pas longtemps sans réagir : il lui enlève le masque du Papillon de Lune, le porte sur son propre visage (afin de prendre la place de Thissel) et fait amener ce dernier sur le quai, mais sans masque, le présentant comme le fugitif Haxo Angmark. Normalement, toute personne trouvée sans masque est lynchée par la foule. C'est d'ailleurs ce qui se produit : plusieurs Siréniens s'en prennent à lui pour le tuer dans la minute. C'est alors que Thissel est sauvé d'une manière inattendue : plusieurs Siréniens qui avaient été choqués du comportement passé de Thissel décident de tuer le porteur du masque du Papillon de Lune afin de laver les offenses qui leur avaient faites dans les jours précédents. C'est ainsi que Haxo Angmark meurt lynché par des Siréniens en colère.
- Liens externes :
  - Sur iSFdb
  - Sur Noosfère

## Le Syndrome de l'homme augmenté
- Titre original : The Augmented Agent
- Première publication aux États-Unis : 1961
- Première publication en France :
- Remarque :
- Résumé :
- Liens externes :

## Les Portes de l'ailleurs
- Titre original : Sail 25
- Première publication aux États-Unis : 1962
- Première publication en France :
- Remarque :
- Résumé :
- Liens externes :

## Magie verte
- Titre original : Green Magic
- Première publication aux États-Unis : 1963
- Première publication en France :
- Remarque :
- Résumé :
- Liens externes :

## Murder Observed
- Titre original : Murder Observed.
- Première publication aux États-Unis : 1964.
- Première publication en France : inédit en langue française.
- Remarque : publié sous le nom de John Holbrook Vance
- Liens externes : 
  - Sur iSFdb

## Le Monde supérieur
- Titre original : The Overworld
- Première publication aux États-Unis : 1965
- Première publication en France :
- Remarque :
- Résumé :
- Liens externes :

## Les Montagnes de magnatz
- Titre original : The Mountains of Magnatz
- Première publication aux États-Unis : 1965
- Première publication en France :
- Remarque :
- Résumé :
- Liens externes :

## Pharesme le sorcier
- Titre original : The Sorcerer Pharesm
- Première publication aux États-Unis : 1965
- Première publication en France :
- Remarque :
- Résumé :
- Liens externes :

## L'Arche d'Alfred
- Titre original : Alfred's Ark
- Première publication aux États-Unis : 1965
- Première publication en France :
- Remarque :
- Résumé :
- Liens externes :

## Les Pèlerins
- Titre original : The Pilgrims
- Première publication aux États-Unis : 1965
- Première publication en France :
- Remarque :
- Résumé :
- Liens externes :

## Le Castel d'Iucounu
- Titre original : The Manse of Iucounu
- Première publication aux États-Unis : 1966
- Première publication en France :
- Remarque :
- Résumé :
- Liens externes :

## Le Dernier Château
- Titre original : The Last Castle.
- Première publication aux États-Unis : Galaxy Science Fiction, avril 1966.
- Première publication en France : Galaxie, 2e série, no 31, éditions OPTA, novembre 1966.
- Autre publication en langue française : Le Livre d'or de la science-fiction : Jack Vance[1].
- Distinctions : 
  - Prix Hugo de la meilleure nouvelle longue 1967
  - prix Nebula du meilleur roman court 1966
- Résumé : Dans un avenir lointain, sur une planète Terre méconnaissable, apparaît une société divisée entre les Nobles et les Esclaves. Quelques milliers de nobles vivent dans leurs châteaux, entourés de luxe et à la poursuite de la perfection esthétique, mais ils ont perdu la capacité de faire face aux problèmes de la vie réelle, servis en tout par des esclaves extraterrestres trouvés ici et là dans la galaxie au cours de milliers d'années de voyages dans l'espace. Mais le feu couve sous la cendre : une révolte soudaine et inexplicable d'une de ces races d'esclaves, les Meks (ayant un pouvoir télépathique puissant), plonge toute la société dans le chaos. Non seulement les Meks abandonnent les humains mais simultanément, commencent à attaquer et assiéger les châteaux…
- Liens externes :

## Le Secret
- Titre original : The Secret
- Première publication aux États-Unis : 1966
- Première publication en France :
- Remarque :
- Résumé :
- Liens externes :

## Nopalgarth
- Titre original : The Brains of Earth ou Nopalgarth
- Première publication aux États-Unis : 1966
- Première publication en France :
- Remarque :
- Résumé :
- Liens externes :

## L'Homme de la Zodiac
- Titre original : The Man from Zodiac
- Première publication aux États-Unis : 1967
- Première publication en France :
- Remarque :
- Résumé :
- Liens externes :

## La Terre étroite
- Titre original : The Narrow Land
- Première publication aux États-Unis : 1967
- Première publication en France :
- Remarque :
- Résumé :
- Liens externes :

## La Planète de Sulwen
- Titre original : Sulwen's Planet
- Première publication aux États-Unis : 1968
- Première publication en France :
- Remarque :
- Résumé :
- Liens externes :

## La Grande Bamboche
- Titre original : Rumfuddle
- Première publication aux États-Unis : 1973
- Première publication en France :
- Remarque :
- Résumé :
- Liens externes :

## Alice et la cité
- Titre original : Assault on a City
- Première publication aux États-Unis : 1974
- Première publication en France :
- Remarque :
- Résumé :
- Liens externes :

## L'Agence touristique du Terrier
- Titre original : The Dogtown Tourist Agency
- Première publication aux États-Unis : 1975
- Première publication en France :
- Remarque :
- Résumé :
- Liens externes :

## Le Tour de Freizke
- Titre original : Freizke's Turn
- Première publication aux États-Unis : 1977
- Première publication en France :
- Remarque :
- Résumé :
- Liens externes :

## L'Île aux Chats
- Titre original : Cat Island.
- Première publication aux États-Unis : 1985.
- Première publication en France : Les Coulisses de Jack Vance, Vol. 1 : Ébauches et Synopsis, Spatterlight Press, 2018.
- Remarque :
- Résumé :
- Liens externes :